# Sint-Martinuskerk (Genoelselderen)
De Sint-Martinuskerk is een kerkgebouw in Genoelselderen in de Belgische gemeente Riemst in Limburg. De kerk staat te midden van een ommuurd kerkhof aan de Onze-Lieve-Vrouwstraat.
Het bakstenen gebouw heeft een voorstaande westtoren met twee geledingen, een driebeukig schip met drie traveeën, een transept en een koor met twee rechte traveeën en driezijdige sluiting. Tegen de zuidzijde van het koor is de sacristie aan gebouwd. Het kerkgebouw heeft verder mergelstenen hoekblokken, rondboogvensters en licht spitsboogvormige vensters in geprofileerde omlijsting van mergelsteen. De traveeën zijn gemarkeerd met steunberen die mergelstenen hoekblokken hebben. De toren heeft in de bovenste geleding aan elke zijde een galmgat en op de top een ingesnoerde naaldspits. Op de rest van het kerkgebouw bevinden zich zadeldaken en lessenaarsdaken. De scheiding tussen de middenbeuk en de zijbeuken wordt gevormd door rondboogarcades op pijlers die zijn voorzien van naïef uitgevoerde Ionische kapitelen. De plafonds van de kerk zijn kruisribgewelven met een dubbel stergewelf boven het koor.
De overwelving van de begane grond van de toren heeft nog elementen van de oorspronkelijke romaanse toren met de vorm van sculpturale kraagstenen met maskerkoppen en monstervoorstellingen.
De kerk is de parochiekerk van Genoelselderen en is gewijd aan Sint-Martinus.

## Geschiedenis
Oorspronkelijk heeft er een romaans kerkgebouw gestaan.
Aan het eind van de 17e eeuw werd het gebouw als eenbeukige kerk in Maasstijl opgetrokken door prins-bisschop Johan Lodewijk van Elderen (1688-1694). In 1872 werd de kerk grondig gerestaureerd door J.H. Vanden Boorn. Daarbij werd de romaanse toren van silex en mergelsteen vervangen door de huidige toren. In 1926 werden er aan het gebouw zijbeuken naar het ontwerp van M. Christiaens toegevoegd.